# سبتای

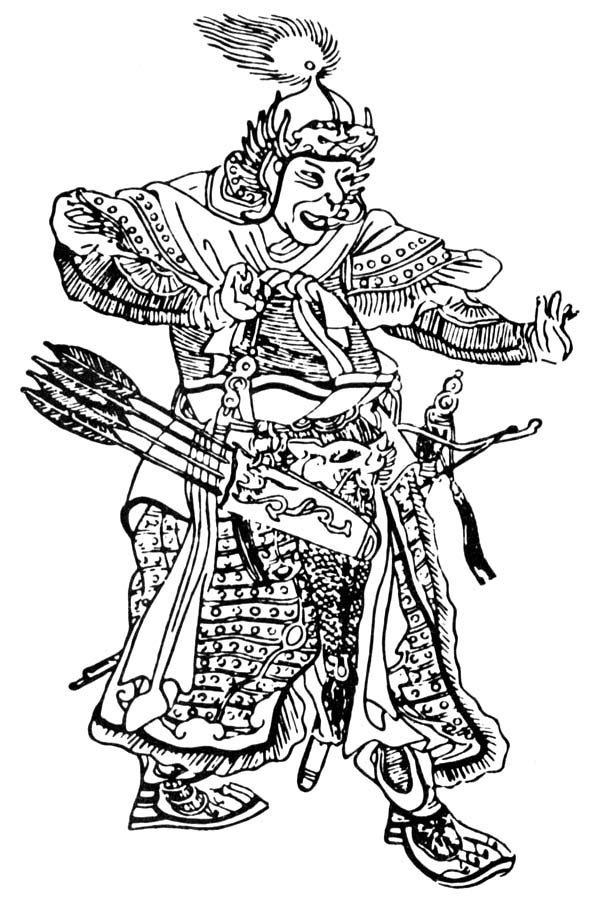
تصویر فرمانده سبتای در یک نقاشی چینی مربوط به سدهٔ شانزدهم میلادی

سبُتای (به مغولی: Сүбэдэй) (زادهٔ ۱۱۷۶- مرگ ۱۲۴۸ میلادی) یکی از فرماندهان نظامی چنگیز خان و اوگتای خان بود. او یکی از چهار فرمانده جنگی چنگیز و استراتژیست اصلی مغول بود. او در استفاده از تسلیحات محاصره و هوش نظامی سرآمد بود.
سبتای بیش از بیست لشکرکشی انجام داد و سی و دو ملت را فرمان بردار خود نمود. وی را از حیث تسخیر سرزمین‌ها بزرگ‌ترین کشورگشای تاریخ شمرده‌اند. از شاهکارهای نظامی او شکست ارتش‌های لهستان و مجارستان در دو روز پیاپی بود. او قبل از این که تاکتیک خودش را طراحی کند متوجه می‌شد که دشمن از چه تاکتیک‌هایی استفاده می‌کند و بنابراین موثرترین ضد حمله را انتخاب می‌کرد.

## بعد از مرگ چنگیز
چنگیزخان حین فتح چین درگذشت و پسرش اوگتای خان جانشین او شد، سبتای به خدمت ادامه داد. توجه اوگتای خان و سبتای به اروپا جلب شد. آن‌ها چند ارتش را شکست دادند و می‌خواستند به اروپای مرکزی حمله کنند که اوگتای‌خان در سال ۱۲۴۱ درگذشت.
در اتفاقی خوش‌یوم برای اروپا، جانشین او، گیوک خان، سبتای را از جبهه اروپا به دلایل سیاسی برکنار کرد و او را به چین فرستاد. سبتای در آن زمان ۷۰ ساله بود و یک سال در چین جنگید و قبل از برگشت به خانه در اثر کهولت سن در گذشت.